# Evento di Deligrad
L'evento di Deligrad (in serbo Делиградски догађај?) fu un tentativo di elevare il Principato di Serbia a regno durante le guerre serbo-turche (1876-1878). Quando le Grandi Potenze si accordarono per dieci giorni di tregua (3-13 settembre 1876), il generale dell'esercito imperiale russo e comandante delle forze armate del Principato di Serbia Mikhail Chernyayev, che si opponeva alla pace con gli ottomani, il 4 settembre andò dal generale Kosta Protić e gli chiese di dichiarare all'esercito la proclamazione di un regno. L'esercito prestò immediatamente giuramento al "re Miloš". Le Grandi Potenze si opposero, e il principe Miloš informò Chernyaev che non poteva accettare la dichiarazione; Chernyaev rispose che sarebbe partito con tutti i militari russi se non fosse stata accettata. Chernyaev assicurò che il riconoscimento da parte delle Grandi Potenze non era necessario, che la proclamazione del regno solleva il morale dell'esercito e del popolo serbo, perché "un regno significa indipendenza". Era un risarcimento per le vittime e il principale profitto della guerra, che, secondo lui, doveva continuare dopo la tregua per due mesi. Sosteneva che durante questo periodo, la Russia avrebbe fornito alla Serbia un'assistenza maggiore di quella necessaria. Il principe Miloš, sotto la pressione delle Grandi Potenze, dichiarò che non avrebbe accettato il proclama. Chernyaev rinunciò alle sue minacce, tuttavia, per salvare la sua reputazione, della decisione del principe non fu informata l'armata Morava-Timok. Il 16 settembre iniziò un'offensiva serba che fallì, dopo di che Chernyaev lasciò la Serbia e le Grandi Potenze presero l'iniziativa a Costantinopoli per sospendere la guerra.